# Asjat Mansurowitsch Saitow
Asjat Mansurowitsch Saitow (russisch Асят Мансурович Саитов; * 1. Januar 1965 in Kuibyschew) ist ein ehemaliger sowjetischer und russischer Radrennfahrer. Er ist Vizeweltmeister im Mannschaftszeitfahren und zweifacher Etappensieger der Vuelta a España.

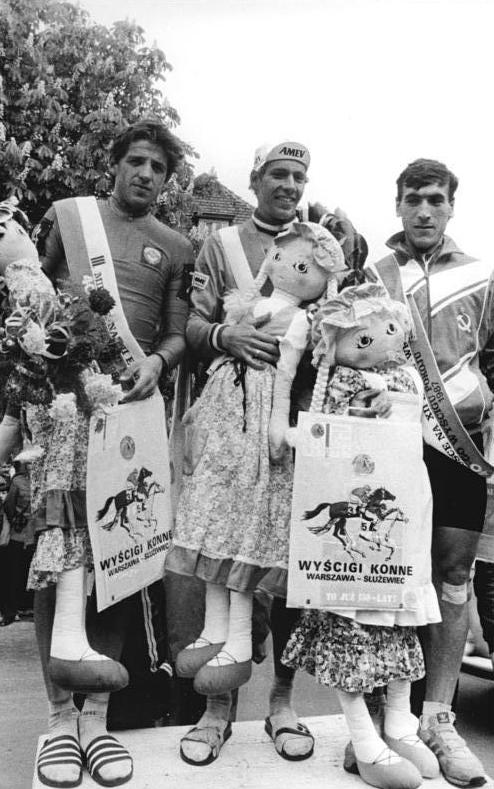
Asjat Saitow (li.)

## Leben
Als Amateur Saitow war zweimal sowjetischer Meister, 1987 im Einzelzeitfahren und 1988 im Mannschaftszeitfahren. Bei den Weltmeisterschaften 1987 wurde er mit dem sowjetischen Vierer Vizeweltmeister im Mannschaftszeitfahren. 1987 und 1988 siegte er in der Ostsee-Rundfahrt.
Saitow startete häufig bei Rennen in Westeuropa und gewann u. a. mit Mailand–Mendrisio 1987 eines der traditionsreichsten italienischen Rennen für Amateure. Er war Teilnehmer der Olympischen Sommerspiele 1988 in Seoul. Im olympischen Straßenrennen kam er auf den 51. Rang.
Im Jahr 1990 wurde Saitow Berufssportler bei dem san-marinesischen Radsportteam Alfa Lum, für das er eine Etappe Vuelta a España 1990 gewann. Von 1991 bis 1995 fuhr er für die spanischen Mannschaft Kelme. In dieser Zeit wurde er 1992 und 1995 russischer Straßenmeister, gewann die Gesamtwertungen der Etappenrennen Vuelta a Castilla y León (1992) und Volta ao Alentejo (1995). Er wiederholte seinen Etappensieg von 1990 bei der Vuelta a España 1995. Saitow beendete seine Karriere als Aktiver nach der Saison 1996 bei der italienischen Mannschaft Ceramiche Refin-Mobilvetta.
Asjat ist verheiratet mit Swetlana Masterkowa.

## Erfolge
1983
- Gesamtwertung Tour of Sacrifice[Anm. 2]

1984
- Gesamtwertung  Griechenland-Rundfahrt
- Gesamtwertung Olympia’s Tour

1987
- Sowjetischer Meister – Einzelzeitfahren
- Weltmeisterschaft – Mannschaftszeitfahren
- Ostsee-Rundfahrt (Leningrad–Turku)

1988
- Sowjetischer Meister – Mannschaftszeitfahren

1989
- Gesamtwertung Tour of Sacrifice[Anm. 2]

1990
- eine Etappe Vuelta a España

1992
- Russischer Meister – Straßenrennen
- Gesamtwertung Vuelta a Castilla y León

1995
- Russischer Meister – Straßenrennen
- Gesamtwertung Volta ao Alentejo
- eine Etappe Vuelta a España

## Anmerkung
1. ↑  
Die Siegerehrung der Friedensfahrt 1987, Etappe von Legnica nach Wrocław. Er war dritter dieser Etappe. Die ersten drei bekamen eine Stoffpuppe.
2. 1 2  
Tour of Sacrifice: Ein Etappenrennen in der Region Patras, Griechenland. Übersetzt „Tour der Opfer“, benannt nach dem Unabhängigkeitskrieg der Griechen gegen die Türken 1821.

| Personendaten    | Personendaten                      |
| ---------------- | ---------------------------------- |
| NAME             | Saitow, Asjat Mansurowitsch        |
| ALTERNATIVNAMEN  | Саитов, Асят Мансурович (russisch) |
| KURZBESCHREIBUNG | sowjetischer Radrennfahrer         |
| GEBURTSDATUM     | 1. Januar 1965                     |
| GEBURTSORT       | Kuibyschew                         |